# Natalia Pelevine
Natalia Pelevine (en russe : Наталья Владиславовна Пелевина ; née le 2 novembre 1976) est une dramaturge, blogueuse et militante russo-britannique.
En 2016, elle aurait avec Mikhaïl Kassianov été victime d'un Kompromat organisé par les services secrets russes.